# 과부춤
"과부춤"은 1984년에 개봉한 대한민국의 영화이다.

## 캐스팅
- 이보희 : 홍말숙 역
- 박원숙
- 박정자 : 결혼상담소 소장 역
- 박송희
- 현석
- 권성덕
- 김명곤 : 만석 역
- 서영환
- 이희성
- 김동수
- 김정
- 남수정
- 정지희
- 추석양
- 박용팔
- 박부양
- 김수천